# Brunška Gora
Brunška Gora – wieś w Słowenii, w gminie Radeče. W 2018 roku liczyła 79 mieszkańców.